# Callia punctata
Callia punctata là một loài bọ cánh cứng trong họ Cerambycidae.